# Amphibolurus muricatus
Az Amphibolurus muricatus a hüllők (Reptilia) osztályának pikkelyes hüllők (Squamata) rendjébe, ezen belül az agámafélék (Agamidae) családjába tartozó faj.

## Előfordulása
Az Amphibolurus muricatus Ausztrália délkeleti részén honos. E kontinens következő államaiban lelhető fel: Queensland, Új-Dél-Wales, Victoria és Dél-Ausztrália.

## Megjelenése

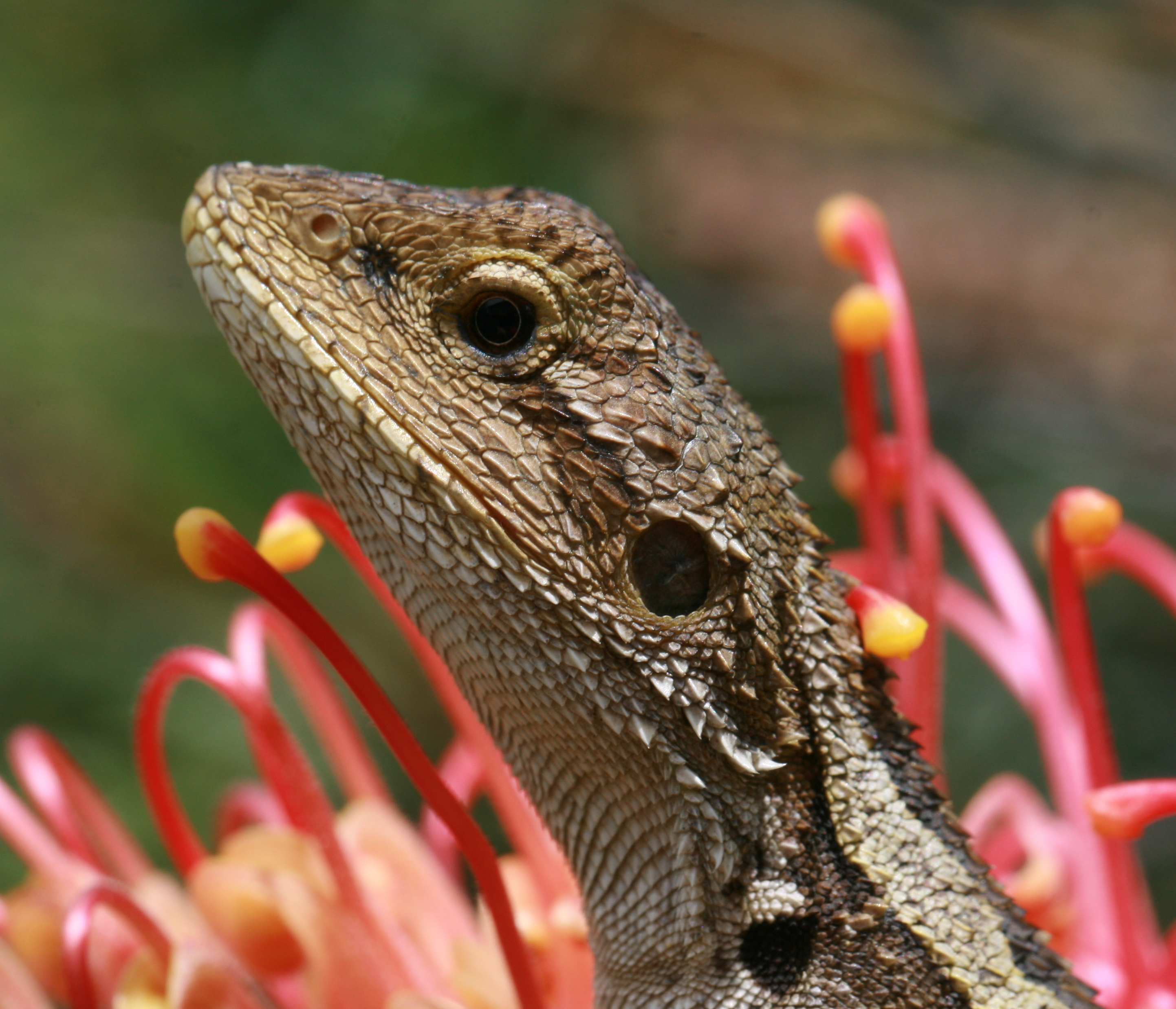
Portré

Ez a gyíkfaj általában 22,86 centiméter, legfeljebb 44,45 centiméter hosszú. A farok kétszer olyan hosszú, mint a test. A nemeket a fej mérete alapján lehet megkülönböztetni, mivel a hímek feje jóval nagyobb, mint a nőstényeké. Testtömege általában 30 gramm, de 67 grammos példányt is sikerült begyűjteni. A hátgerinc mentén tarajszerű képződmény látható. Az állat színe a világos szürkétől a sötét barnáig változik. A hát középső részétől sötét és világos foltok váltják egymást, amelyek azonban összeolvadnak a farok felé. A szeme és füle között sötétbarna sáv húzódik. Ez a sáv, több más gyíktól eltérően a szem és az orrlyukak között hiányzik. Szája sárga színű. Szájának széle élénk narancssárga vagy akár vörös is lehet. A nyak mentén és a hátsó lábakon a pikkelyek tüskések.

## Életmódja
A száraz erdőket választja otthonául. Kedveli a dombos részeket, azonban kerüli a hegységeket. Félig fakúszó gyíkfaj, inkább a kidőlt vagy elhalt fákon napozik. Tápláléka mindenféle rovar; többek között sáskák, bogarak, legyek, lepkék és azok hernyói. Az Amphibolurus muricatus többféle ragadozó madárnak, nagyobb gyíkfajnak, valamint a macskának és patkánynak szolgál táplálékul.

## Szaporodása
Október - február között lehet vemhes nőstényekre bukkanni. A fészekaljban általában 8 darab tojás van, azonban a fészekalj méretét a nőstény mérete határozza meg. A legtöbb nőstény évente egyszer tojik. A tojásokat rothadó növények közé vagy a homokba rakják le. A körülbelül 7,5 centiméteres kis gyíkok decemberben - februárban kelnek ki. Elég gyorsan válnak ivaréretté, amely igen fontos mivel csak 4 évig élnek.

## Képek

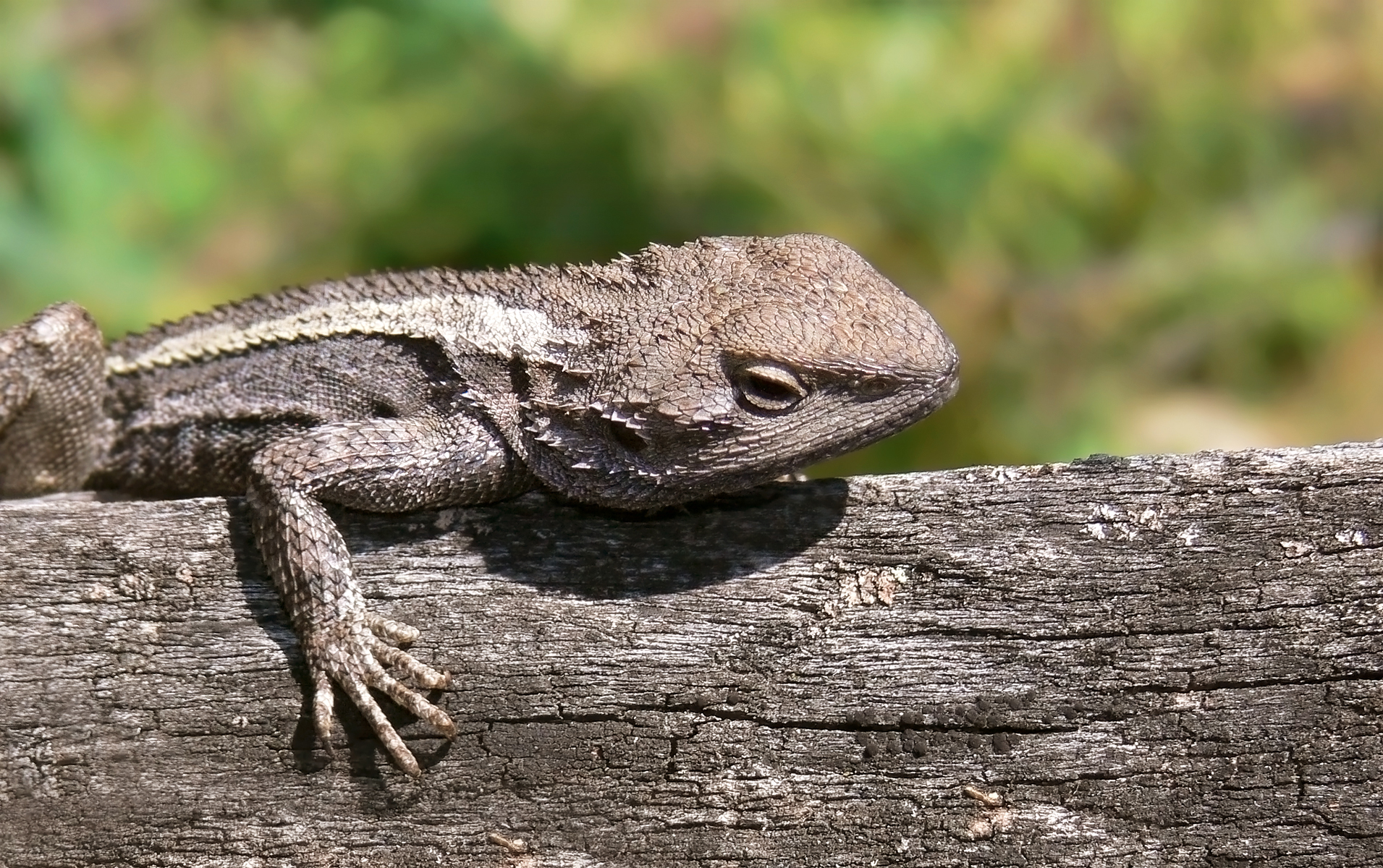
Jól látszanak a nyakán a tüskés pikkelyek
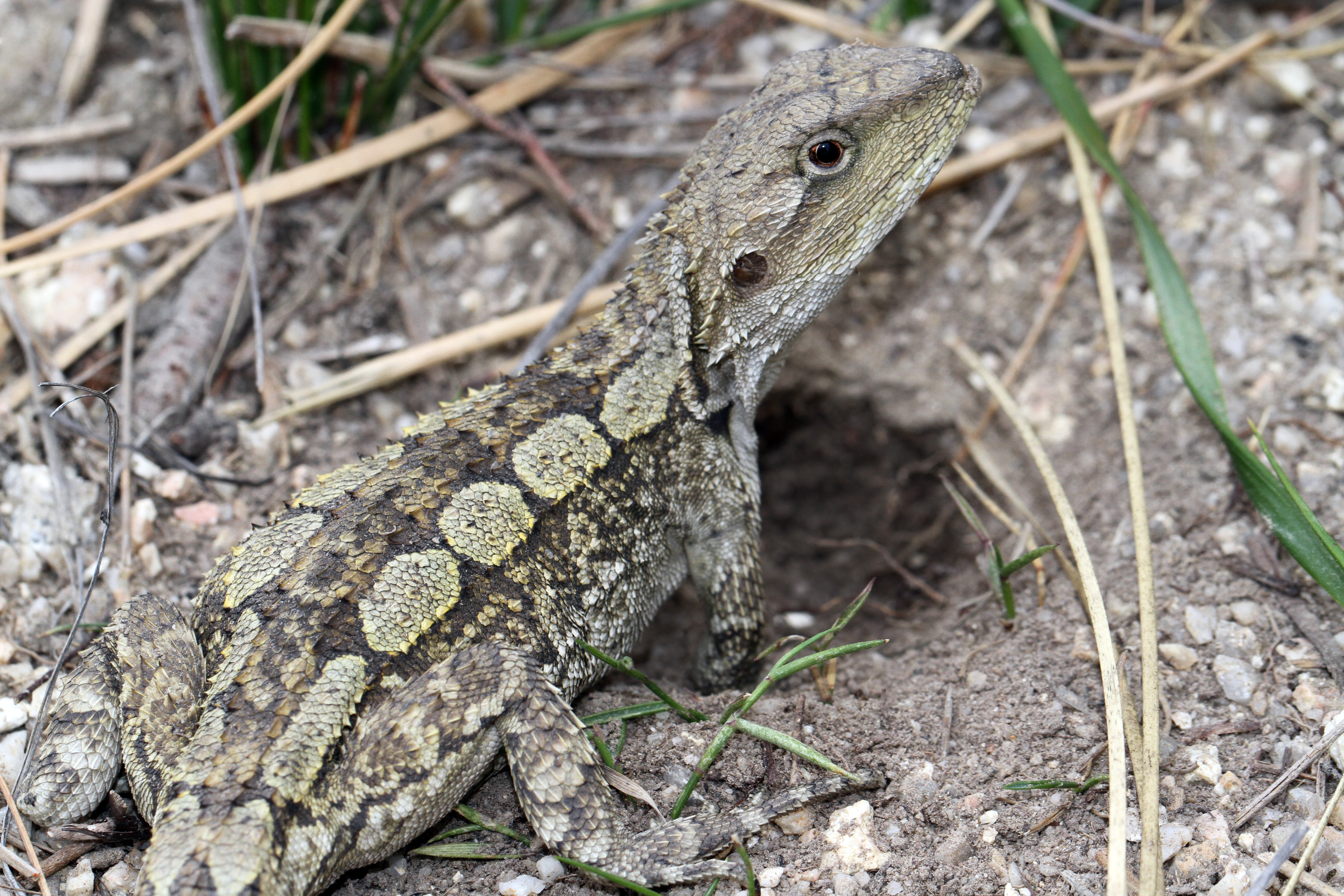
és a háti mintázata
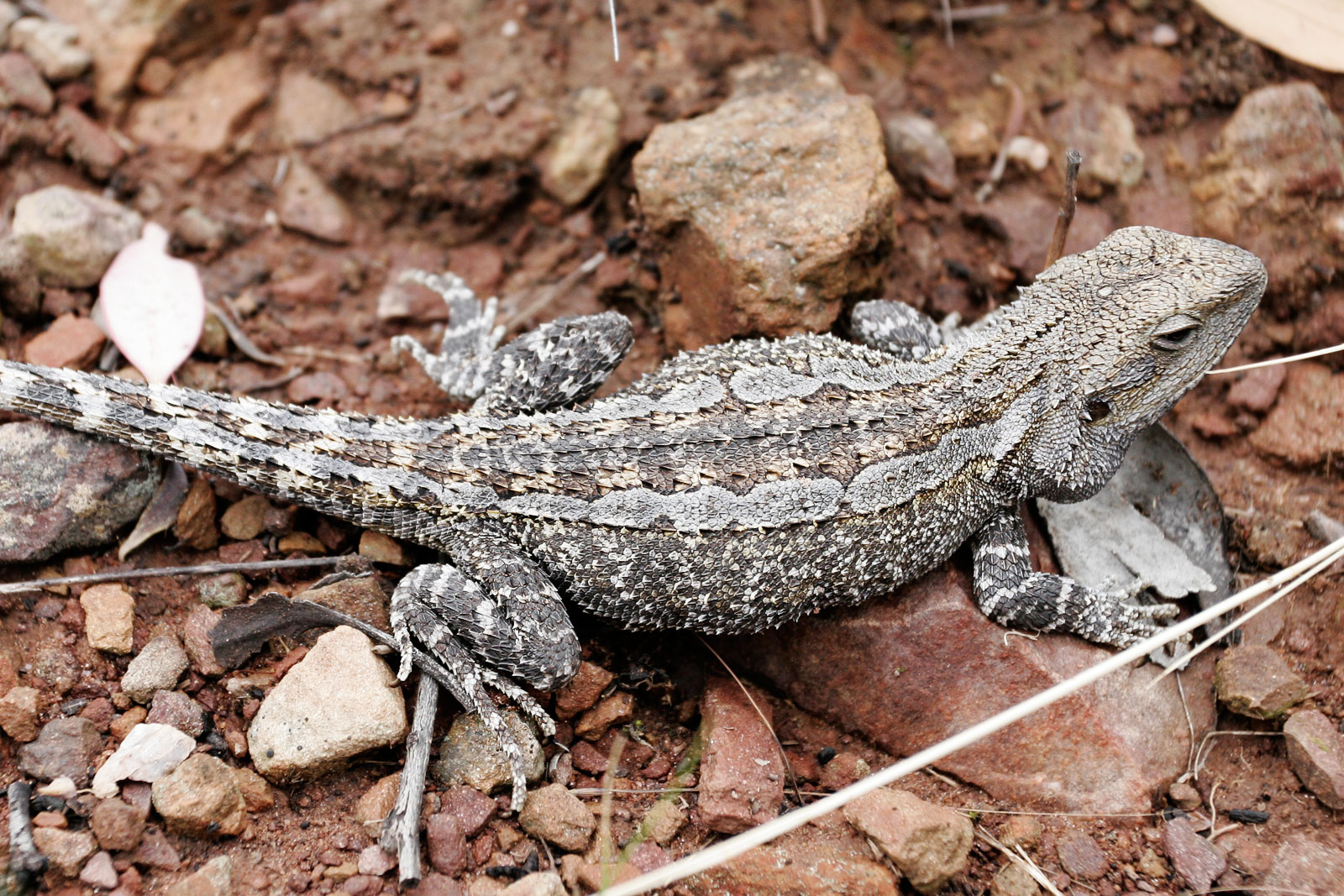
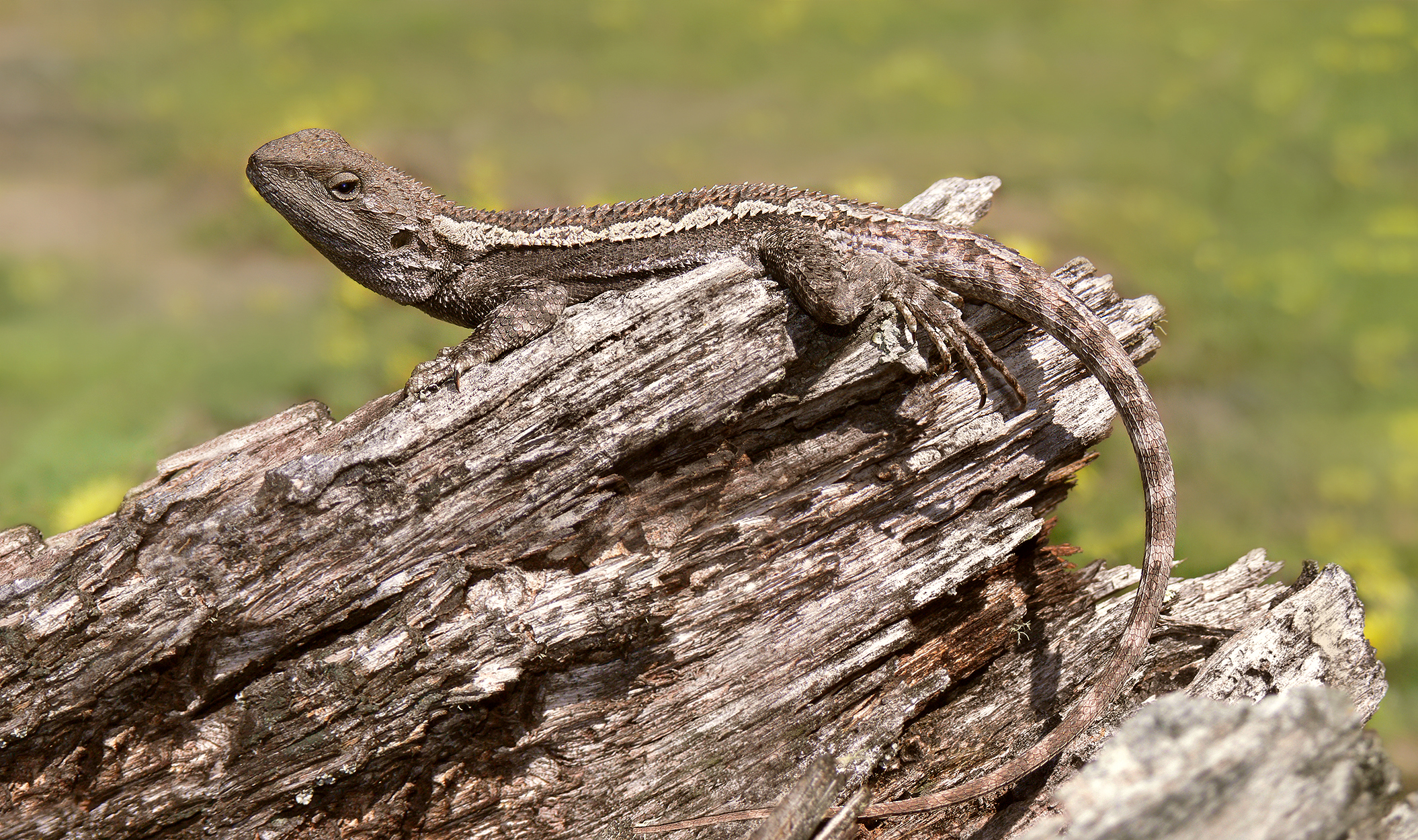
Napozás közben
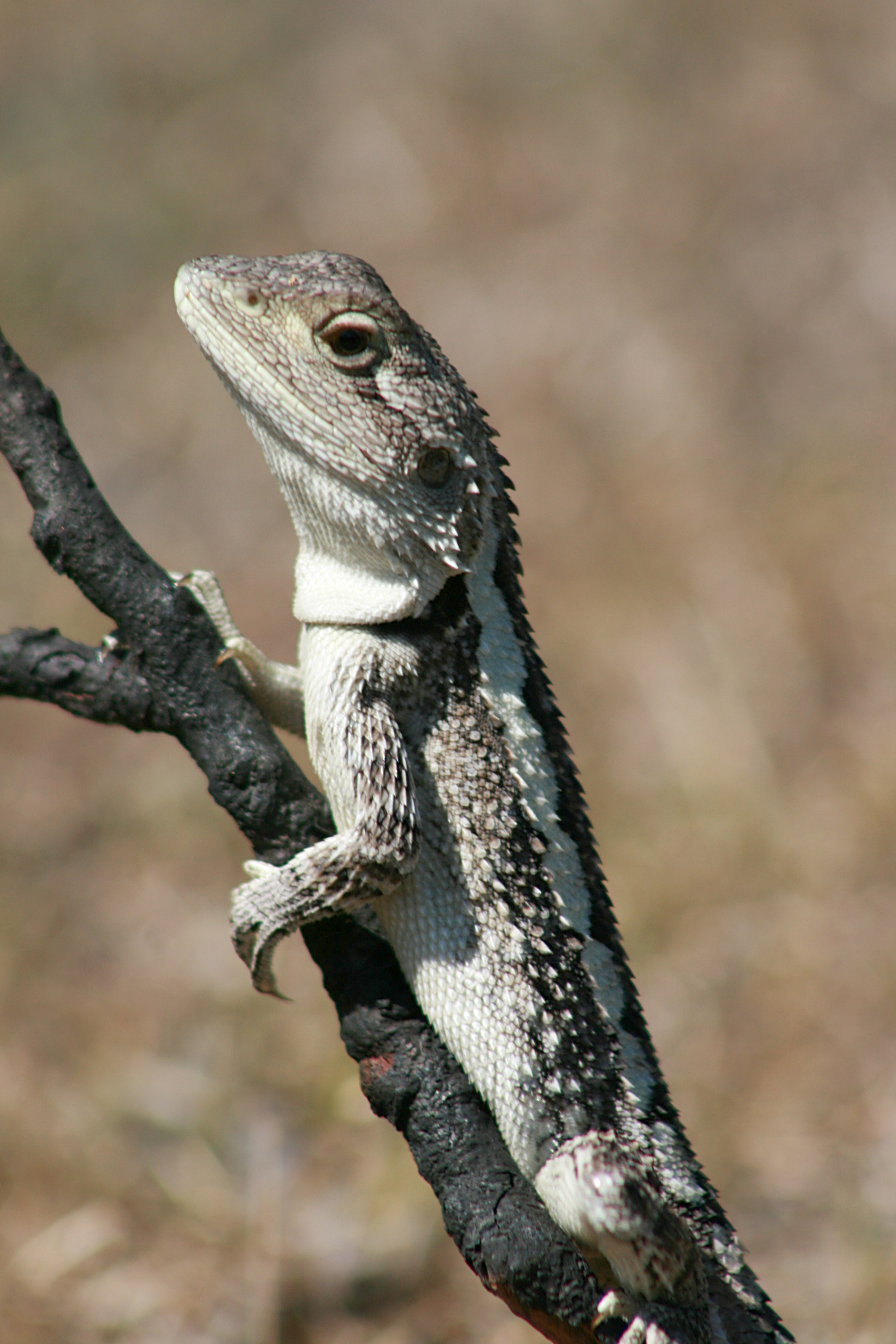
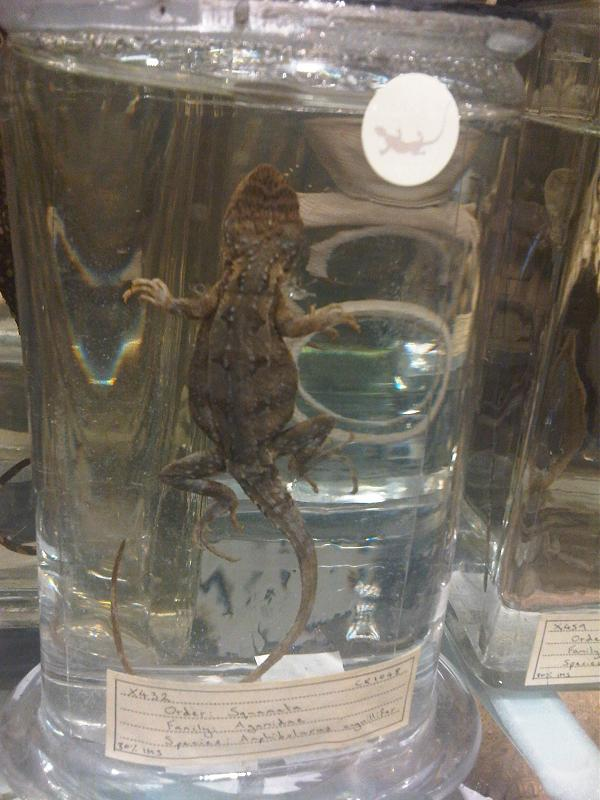
Múzeumi példány

### Fordítás
- Ez a szócikk részben vagy egészben  a   Jacky dragon című angol Wikipédia-szócikk ezen változatának fordításán alapul.  Az eredeti cikk szerkesztőit annak laptörténete sorolja fel. Ez a jelzés csupán a megfogalmazás eredetét és a szerzői jogokat jelzi, nem szolgál a cikkben szereplő információk forrásmegjelöléseként.